# Акатла
Акатла (исп. Acatla) — посёлок в юго-восточной части Мексики, на территории штата Веракрус. Входит в состав муниципалитета Акульцинго.

## Географическое положение
Акатла расположена на западе центральной части штата, на расстоянии приблизительно 90 километров к юго-юго-западу (SSW) от города Халапа-Энрикеса, административного центра штата. Абсолютная высота — 1439 метров над уровнем моря.

## Население
Согласно данным, полученным в ходе проведения официальной переписи 2005 года, в посёлке проживало 1178 человек (582 мужчины и 596 женщин). Насчитывалось 232 дома. По возрастному диапазону население распределилось следующим образом: 48,2 % — жители младше 18 лет, 44,2 % — между 18 и 59 годами и 7,6 % — в возрасте 60 лет и старше. Уровень грамотности среди жителей старше 15 лет составлял 91 %.
По данным переписи 2010 года, численность населения Акатлы составляла 1272 человека. Динамика численности населения посёлка по годам:
| 2000 | 2005 | 2010 |
| ---- | ---- | ---- |
| 1016 | 1178 | 1272 |